# Patrimoni Cultural (lloc web)

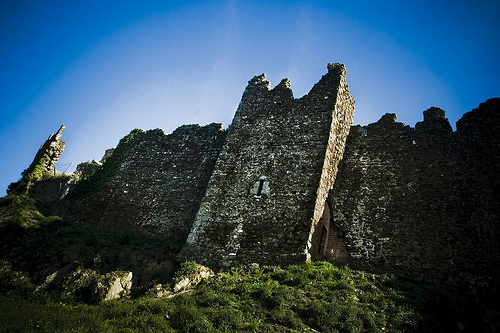
Castell de Montsoriu

Patrimoni Cultural és un portal web impulsat pel Departament de Cultura de la Generalitat de Catalunya a través de la Direcció General del Patrimoni Cultural, que té com a objectiu difondre el patrimoni cultural català de forma amena i directa. Es pot visitar en català, castellà, i en versió reduïda, en anglès. El 2009 va tenir 423.399 visites.
Aprofitant el potencial de diferents xarxes socials, com Twitter o Facebook, des de 2008 el portal informa sobre l'actualitat del patrimoni català a través de reportatges, entrevistes, notícies o propostes d'oci cultural, amb l'objectiu d'incrementar la presència del patrimoni cultural català en aquests nous entorns digitals. D'altres institucions com el Museu Britànic o la Biblioteca del Congrés dels Estats Units segueixen estratègies similars de difusió.
El portal inclou, a més, tota mena d'informació sobre arqueologia, arquitectura, museus i arxius de Catalunya. També s'hi poden trobar monogràfics sobre diferents temàtiques relacionades amb el patrimoni, així com jocs i una llista de blogs d'interès cultural.
També es poden veure fotografies panoràmiques i gigafotos dels principals monuments i obres d'art de Catalunya, com les de La vicaria de Marià Fortuny i Marsal. El portal enllaça amb una galeria pròpia a Flickr i a Panoramio, on es poden veure més galeries d'imatges. Durant el 2010 van contribuir a la creació de Calaix, una iniciativa de la generalitat de crear un dipòsit digital. Patrimoni Cultural va col·laborar afegint documents sobre excavacions i obres de restauració.
El 23 de setembre de 2010 el portal va presentar, en un acte al Palau Moja de Barcelona, una nova versió millorada del portal, incorporant recursos audiovisuals en alta definició, entrevistes i reportatges, entre altres novetats.